# Теорема Банаха про обернений оператор

## Формулювання теореми
Нехай {\displaystyle A:X\to Y} — неперервний лінійний оператор, що відображає бієктивно банахів простір X на банахів простір Y, тоді відображення {\displaystyle A^{-1}:Y\to X} є також неперервним лінійним оператором.